# Banque territoriale
La Banque territoriale est une banque privée française créée en juillet 1799 à Paris et disparue en décembre 1803.

## Création
Comme la faillite de la Banque royale de Law en 1720 marqua longtemps les esprits, rares furent au XVIIIe siècle les organismes financiers français à oser utiliser dans leurs raisons commerciales le terme « banque ». Après l'échec de la banque Monneron en 1792 (appelée « Caisse Massiac »), et l'affaire de la Caisse d'escompte jugée en 1793, le Directoire, très libéral en termes de finance, permet l'éclosion de nouvelles maisons de banques capables d'accélérer les échanges commerciaux et d'abaisser le taux du crédit, en mettant d'abord fin aux assignats.
Ainsi naissent la Caisse des comptes courants (juin 1796) et la  Caisse d'escompte du commerce (en novembre 1797).
La Banque territoriale, créée en avril 1799, apparaît, elle, quelques mois seulement avant la création de la Banque de France (janvier 1800), laquelle va tenter de centraliser les outils de crédit et surtout de création monétaire. 
D'autres organismes bancaires fleurissent à Paris et en province entre 1796 et 1803. 
Gabriel G. Ramon écrit : « Lorsque fut signée la paix d'Amiens (mars 1802), il existait à Paris six institutions qui escomptaient et émettaient des effets (Banque de France, Caisse d'escompte du commerce, Comptoir commercial, Banque territoriale, Factorerie du commerce, Caisse d'échange des monnaies) et six caisses qui recevaient des fonds ou faisaient des avances au public sans émettre des effets. »

## Fonctionnement

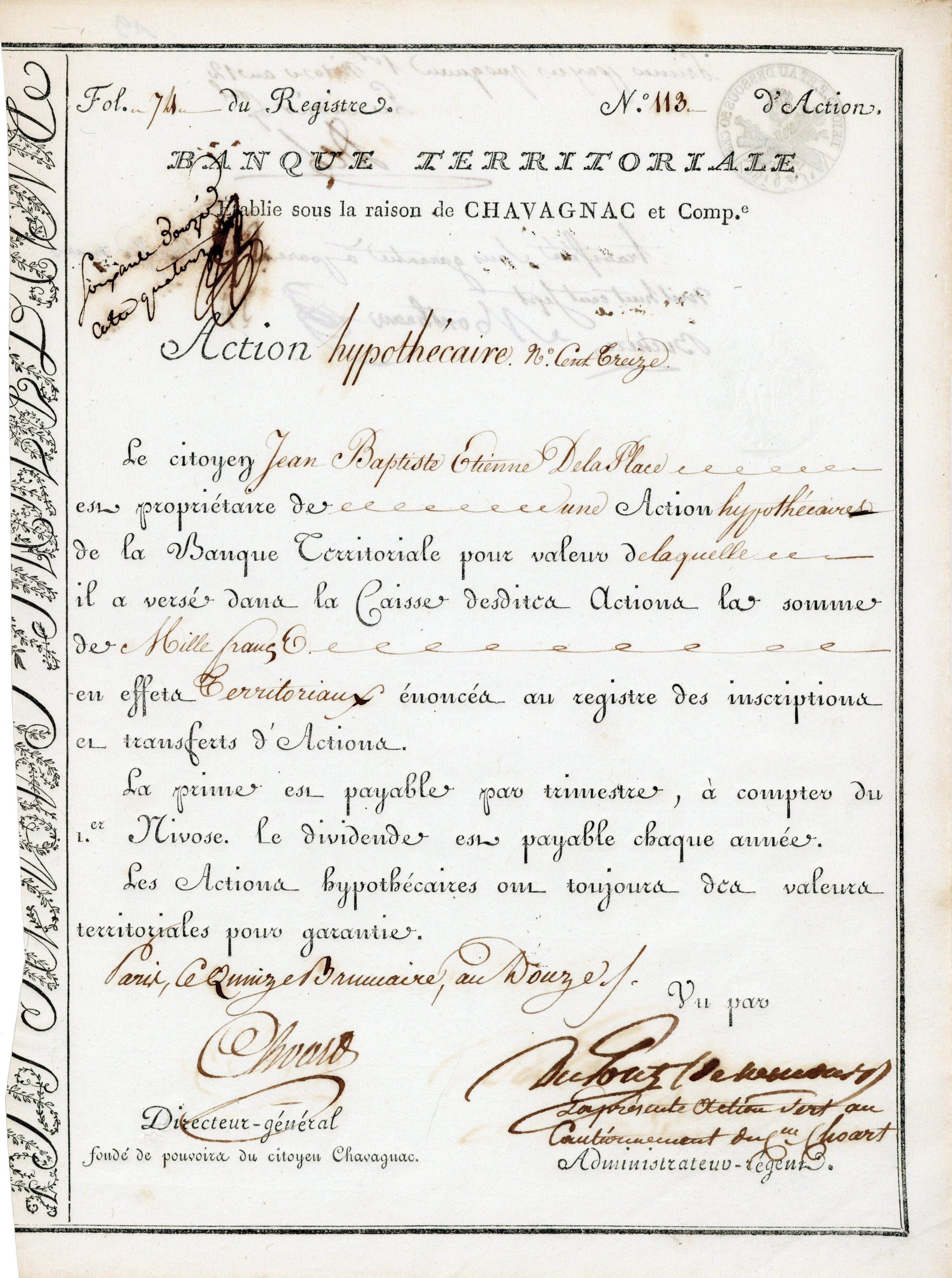
Action hypothécaire de 1.000 francs de la Banque Territoriale établie sous la raison de Chavagnac et Comp., émise à Paris le 15 brumaire an 12 (7 novembre 1803), signée de la main de Pierre Samuel du Pont de Nemours en tant que membre du conseil d'administration

La Banque territoriale est créée le 1er thermidor an VII (19 juillet 1799) et s'installe au 31 rue du Sentier, à Paris, en plein cœur de la « City parisienne ».
Son fondateur est Jean-Claude Simonne, qui s'inspire de l'économiste lyonnais Jacques-Annibal Ferrières qui est également associé et qui avait déjà œuvré en ce sens dès 1773, puis en 1789 devant l'Assemblée nationale. 
Il y a 36 associés en commandite parmi lesquels on trouve le négociant bordelais André-Daniel Laffon de Ladebat, les députés Jean Antoine Barrière et Louis-Nicolas Lemercier, les généraux Bourrienne et Reynier, ou bien encore un membre de la famille Latouche-Tréville mais aucun financier connu sur la place de Paris.
La mission que la Banque s'assigne est de prêter de l'argent en fonction de la valeur de la propriété immobilière d'une personne désireuse de faire des placements fonciers, des travaux ou... de payer ses dettes. Cette forme de crédit foncier s'apparente à l'hypothèque mais la banque s'interdit de prêter à des personnes dont les biens sont déjà gagés ou de prêter une somme supérieure à 50 % de la valeur estimée du bien. Le demandeur vend alors en réméré son bien à la banque et en garde la jouissance jusqu'à ce qu'il puisse le récupérer aux termes du remboursement.
Le prêt se fait sous la forme de « traites territoriales » à échéance (de trois mois à deux ans) et renouvelable pendant dix ans, que l'emprunteur a la possibilité d'escompter pour obtenir des espèces, ou de « bons territoriaux », de moindre valeur. Les traites sont endossables par d'autres personnes, et, de ce fait, durant la durée du terme, elles peuvent servir de moyen de paiement mais ne sont pas assimilables à une monnaie fiduciaire, car uniquement valable au comptoir de la Banque.
En cas de défaut du client, la banque est susceptible de retrouver à la tête d'un bien immobilier dont la valeur offrirait, en cas de revente, un gain de 50 %. En revanche, le règlement interne de la banque ne précise pas si l'emprunteur a la possibilité d'obtenir un nouveau crédit avant la fin du premier, ni dans quelles conditions.
Le 5 août 1800, la Banque décide d'émettre 2 000 actions pour une valeur totale de 2 millions de francs à 5 %, augmentant ainsi son capital grâce au marché boursier, et chaque sociétaire se vit dans l'obligation de verser 10 000 francs. Le 31 juillet 1802, ce furent cette fois 20 000 actions de mille francs qui arrivèrent sur le marché, portant le capital de la banque à un niveau susceptible d'inquiéter la Banque de France, cependant que le marché boursier connaît un mouvement de panique (faillite entre autres de Carié-Bézard).
En mai 1803, la Banque territoriale connaît un défaut de paiement sur des traites d'un montant de 255 000 francs que la Banque de France refuse de lui réescompter : la liquidation est inévitable. Le 25 mai, Laffon de Ladebat forme avec Barrière un comité de liquidation et créent une nouvelle Banque territoriale avec comme raison sociale Chavagnac et Cie au 46 rue Neuve Saint-Médéric. De son côté, Éleuthère Irénée du Pont de Nemours, qui en est le directeur, prête aux colons s'engageant à l'ouest des États-Unis, en échange d'hypothèques sur leurs terres, mais les émissions d'obligations qu'elle réalise sont jugées illégales : il tente un rapprochement avec la Banque de France le 9 décembre 1803, mais échoue.
Cette liquidation, qui fit apparaître des actifs évalués à 11 millions de francs dont 6,6 millions de traites récupérables, dura une vingtaine d'années. 
Un nouveau projet de banque territoriale fut proposée par un certain Guiraud à Louis XVIII en 1814 mais n'aboutit pas.